# Élections législatives de 1936 dans le Puy-de-Dôme
Les élections législatives françaises de 1936 ont lieu les 26 avril et 3 mai.

## Élus
| Député élu        | Groupe politique | Groupe politique |
| ----------------- | ---------------- | ---------------- |
| Raymond Lachal    |                  | AD               |
| Antoine Villedieu |                  | SFIO             |
| Albert Paulin     |                  | SFIO             |
| Adrien Mabrut     |                  | SFIO             |
| Henry Andraud     |                  | NI               |
| Émile Massé       |                  | PRRRS            |
| Alfred Ratelade   |                  | NI               |
| Ernest Laroche    |                  | SFIO             |

## Résultats à l'échelle du département
| Partis         | Partis                                          | Premier tour | Premier tour | Deuxième tour | Deuxième tour | Sièges |
| Partis         | Partis                                          | Voix         | %            | Voix          | %             | Sièges |
| -------------- | ----------------------------------------------- | ------------ | ------------ | ------------- | ------------- | ------ |
|                | Section française de l'Internationale ouvrière  | 33 546       | 27,37        | 16 694        | 18,90         | 4      |
|                | Parti républicain radical et radical-socialiste | 25 071       | 20,46        | 15 634        | 17,70         | 1      |
|                | Parti agraire et paysan français                | 12 323       | 10,06        | 14 036        | 15,89         | 1      |
|                | Alliance démocratique                           | 11 834       | 9,66         | 13 885        | 15,72         | 1      |
|                | Parti communiste-SFIC                           | 11 834       | 9,66         |               |               | 0      |
|                | Parti socialiste de France-Union Jean Jaurès    | 7 833        | 6,39         | 9 817         | 11,11         | 1      |
|                | Union socialiste républicaine                   | 7 610        | 6,21         | 8 352         | 9,45          | 0      |
|                | Socialistes indépendants                        | 6 475        | 5,28         | 3 556         | 4,03          | 0      |
|                | Fédération républicaine                         | 5 068        | 4,14         | 6 224         | 7,05          | 0      |
|                | Républicain indépendant                         | 748          | 0,61         |               |               | 0      |
|                | Parti d'unité prolétarienne                     | 138          | 0,11         | 0             |               |        |
|                | Divers                                          | 65           | 0,05         | 138           | 0,16          | 0      |
|                |                                                 |              |              |               |               |        |
| Inscrits       | Inscrits                                        | 150 514      | 100,00       | 110 769       | 100,00        | 8      |
| Votants        | Votants                                         | 124 766      | 82,89        | 89 971        | 81,22         |        |
| Abstentions    | Abstentions                                     | 25 748       | 17,11        | 20 798        | 18,78         |        |
| Blancs et nuls | Blancs et nuls                                  | 2 221        | 1,78         | 1 635         | 1,82          |        |
| Exprimés       | Exprimés                                        | 122 545      | 98,22        | 88 336        | 98,18         |        |

## Résultats par arrondissement

### Arrondissement d'Ambert
| Candidats      | Candidats      | Étiquette      | Premier tour | Premier tour | Deuxième tour | Deuxième tour |
| Candidats      | Candidats      | Étiquette      | Voix         | %            | Voix          | %             |
| -------------- | -------------- | -------------- | ------------ | ------------ | ------------- | ------------- |
|                | Raymond Lachal | AD             | 6 401        | 48,32        | 7 019         | 50,49         |
|                | Penel          | PRRRS          | 4 141        | 31,26        | 6 879         | 49,49         |
|                | Aimé Coulaudon | SFIO           | 2 546        | 19,22        |               |               |
|                | Guillaumaud    | PC-SFIC        | 159          | 1,20         |               |               |
|                |                | Divers         | 1            | 0,01         | 3             | 0,02          |
|                |                |                |              |              |               |               |
| Inscrits       | Inscrits       | Inscrits       | 16 247       | 100,00       | 16 212        | 100,00        |
| Votants        | Votants        | Votants        | 13 385       | 82,38        | 14 026        | 86,52         |
| Abstention     | Abstention     | Abstention     | 2 862        | 17,62        | 2 186         | 13,48         |
| Blancs et nuls | Blancs et nuls | Blancs et nuls | 137          | 1,02         | 125           | 0,89          |
| Exprimés       | Exprimés       | Exprimés       | 13 248       | 98,98        | 13 901        | 99,11         |

### Arrondissement de Clermont-Ferrand

#### 1recirconscription
| Candidats      | Candidats         | Étiquette      | Premier tour | Premier tour | Deuxième tour | Deuxième tour |
| Candidats      | Candidats         | Étiquette      | Voix         | %            | Voix          | %             |
| -------------- | ----------------- | -------------- | ------------ | ------------ | ------------- | ------------- |
|                | Antoine Villedieu | SFIO           | 7 038        | 44,67        | 8 681         | 59,67         |
|                | Pochet-Lagaye     | PRRRS          | 6 787        | 43,08        |               |               |
|                | Blot              | PAPF           | 892          | 5,66         |               |               |
|                | Chevalier         | PC-SFIC        | 673          | 4,27         |               |               |
|                | Venner            | PRRRS          | 348          | 2,21         | 2 266         | 15,58         |
|                |                   | Divers         | 16           | 0,10         | 45            | 0,31          |
|                | Herbelleau        | Soc. indé.     |              |              | 3 556         | 24,44         |
|                |                   |                |              |              |               |               |
| Inscrits       | Inscrits          | Inscrits       | 19 230       | 100,00       | 19 224        | 100,00        |
| Votants        | Votants           | Votants        | 15 989       | 83,15        | 15 049        | 78,28         |
| Abstention     | Abstention        | Abstention     | 3 241        | 16,85        | 4 175         | 21,72         |
| Blancs et nuls | Blancs et nuls    | Blancs et nuls | 235          | 1,47         | 501           | 3,33          |
| Exprimés       | Exprimés          | Exprimés       | 15 754       | 98,53        | 14 548        | 92,37         |

#### 2ecirconscription
| Candidats      | Candidats      | Étiquette        | Premier tour | Premier tour |
| Candidats      | Candidats      | Étiquette        | Voix         | %            |
| -------------- | -------------- | ---------------- | ------------ | ------------ |
|                | Albert Paulin  | SFIO             | 8 015        | 52,66        |
|                | Abram          | PAPF             | 4 509        | 29,63        |
|                | Pacaud         | PC-SFIC          | 1 975        | 12,98        |
|                | Millon         | Rép. indépendant | 583          | 3,83         |
|                | Pranchère      | PUP              | 138          | 0,91         |
|                |                |                  |              |              |
| Inscrits       | Inscrits       | Inscrits         | 18 873       | 100,00       |
| Votants        | Votants        | Votants          | 15 729       | 83,34        |
| Abstention     | Abstention     | Abstention       | 3 144        | 16,66        |
| Blancs et nuls | Blancs et nuls | Blancs et nuls   | 509          | 3,24         |
| Exprimés       | Exprimés       | Exprimés         | 15 220       | 96,76        |

#### 3ecirconscription
| Candidats      | Candidats      | Étiquette      | Premier tour | Premier tour | Deuxième tour | Deuxième tour |
| Candidats      | Candidats      | Étiquette      | Voix         | %            | Voix          | %             |
| -------------- | -------------- | -------------- | ------------ | ------------ | ------------- | ------------- |
|                | Thomas         | AD             | 5 433        | 35,70        | 6 866         | 47,20         |
|                | Adrien Mabrut  | SFIO           | 4 503        | 29,59        | 8 013         | 55,08         |
|                | Gendraud       | PRRRS          | 3 918        | 25,74        |               |               |
|                | Tournaire      | PC-SFIC        | 990          | 6,50         |               |               |
|                |                | Divers         | 31           | 0,20         | 25            | 0,17          |
|                |                |                |              |              |               |               |
| Inscrits       | Inscrits       | Inscrits       | 18 171       | 100,00       | 18 168        | 100,00        |
| Votants        | Votants        | Votants        | 15 072       | 82,95        | 15 072        | 82,96         |
| Abstention     | Abstention     | Abstention     | 3 099        | 17,05        | 3 096         | 17,04         |
| Blancs et nuls | Blancs et nuls | Blancs et nuls | 197          | 1,31         | 168           | 1,11          |
| Exprimés       | Exprimés       | Exprimés       | 14 875       | 98,69        | 14 904        | 98,89         |

### Arrondissement d'Issoire
| Candidats      | Candidats      | Étiquette      | Premier tour | Premier tour | Deuxième tour | Deuxième tour |
| Candidats      | Candidats      | Étiquette      | Voix         | %            | Voix          | %             |
| -------------- | -------------- | -------------- | ------------ | ------------ | ------------- | ------------- |
|                | Henry Andraud  | PSdF           | 7 833        | 46,78        | 9 817         | 63,16         |
|                | Dousset        | PRRRS          | 4 846        | 28,94        |               |               |
|                | Lavelle        | PAPF           | 2 490        | 14,87        | 5 667         | 36,46         |
|                | Froget         | PC-SFIC        | 1 575        | 9,41         |               |               |
|                |                | Divers         |              |              | 58            | 0,37          |
|                |                |                |              |              |               |               |
| Inscrits       | Inscrits       | Inscrits       | 21 201       | 100,00       | 21 147        | 100,00        |
| Votants        | Votants        | Votants        | 17 031       | 80,33        | 15 889        | 75,14         |
| Abstention     | Abstention     | Abstention     | 4 170        | 19,67        | 5 258         | 24,86         |
| Blancs et nuls | Blancs et nuls | Blancs et nuls | 287          | 1,69         | 347           | 2,18          |
| Exprimés       | Exprimés       | Exprimés       | 16 744       | 98,31        | 15 542        | 97,82         |

### Arrondissement de Riom

#### 1recirconscription
| Candidats      | Candidats      | Étiquette      | Premier tour | Premier tour | Deuxième tour | Deuxième tour |
| Candidats      | Candidats      | Étiquette      | Voix         | %            | Voix          | %             |
| -------------- | -------------- | -------------- | ------------ | ------------ | ------------- | ------------- |
|                | Dixmier        | FR             | 5 068        | 40,48        | 6 224         | 48,96         |
|                | Émile Massé    | PRRRS          | 2 408        | 19,23        | 6 489         | 51,04         |
|                | Guillou        | SFIO           | 2 205        | 17,61        |               |               |
|                | Levadoux       | USR            | 1 936        | 15,46        |               |               |
|                | Favard         | PC-SFIC        | 898          | 7,17         |               |               |
|                |                | Divers         | 4            | 0,03         |               |               |
|                |                |                |              |              |               |               |
| Inscrits       | Inscrits       | Inscrits       | 15 005       | 100,00       | 15 006        | 100,00        |
| Votants        | Votants        | Votants        | 12 748       | 84,96        | 12 924        | 86,13         |
| Abstention     | Abstention     | Abstention     | 2 257        | 15,04        | 2 082         | 13,87         |
| Blancs et nuls | Blancs et nuls | Blancs et nuls | 229          | 1,80         | 211           | 1,63          |
| Exprimés       | Exprimés       | Exprimés       | 12 519       | 98,20        | 12 713        | 98,37         |

#### 2ecirconscription
| Candidats      | Candidats       | Étiquette      | Premier tour | Premier tour | Deuxième tour | Deuxième tour |
| Candidats      | Candidats       | Étiquette      | Voix         | %            | Voix          | %             |
| -------------- | --------------- | -------------- | ------------ | ------------ | ------------- | ------------- |
|                | Varenne         | USR            | 5 674        | 45,32        | 8 352         | 49,93         |
|                | Alfred Ratelade | PAPF           | 4 432        | 35,40        | 8 369         | 50,03         |
|                | Diot            | PC-SFIC        | 4 239        | 33,86        |               |               |
|                | Gallant         | PRRRS          | 2 623        | 20,95        |               |               |
|                |                 | Divers         | 13           | 0,10         | 7             | 0,04          |
|                |                 |                |              |              |               |               |
| Inscrits       | Inscrits        | Inscrits       | 21 032       | 100,00       | 21 012        | 100,00        |
| Votants        | Votants         | Votants        | 17 224       | 81,89        | 17 011        | 80,96         |
| Abstention     | Abstention      | Abstention     | 3 808        | 18,11        | 4 001         | 19,04         |
| Blancs et nuls | Blancs et nuls  | Blancs et nuls | 243          | 1,41         | 283           | 1,66          |
| Exprimés       | Exprimés        | Exprimés       | 16 981       | 98,59        | 16 728        | 98,34         |

### Arrondissement de Thiers
| Candidats      | Candidats      | Étiquette        | Premier tour | Premier tour |
| Candidats      | Candidats      | Étiquette        | Voix         | %            |
| -------------- | -------------- | ---------------- | ------------ | ------------ |
|                | Ernest Laroche | SFIO             | 9 239        | 53,70        |
|                | Bechon         | Soc. indé.       | 6 475        | 37,64        |
|                | Néron          | PC-SFIC          | 1 325        | 7,70         |
|                | De Venel       | Rép. indépendant | 165          | 0,96         |
|                |                |                  |              |              |
| Inscrits       | Inscrits       | Inscrits         | 20 755       | 100,00       |
| Votants        | Votants        | Votants          | 17 588       | 84,74        |
| Abstention     | Abstention     | Abstention       | 3 167        | 15,26        |
| Blancs et nuls | Blancs et nuls | Blancs et nuls   | 384          | 2,18         |
| Exprimés       | Exprimés       | Exprimés         | 17 204       | 97,82        |